# Studebaker Canada
Studebaker of Canada Ltd. è il nome dato dalla Studebaker, casa automobilistica statunitense di South Bend, alla propria succursale canadese di produzione. Lo stabilimento aveva sede ad Hamilton.

## Gli inizi e l'evoluzione

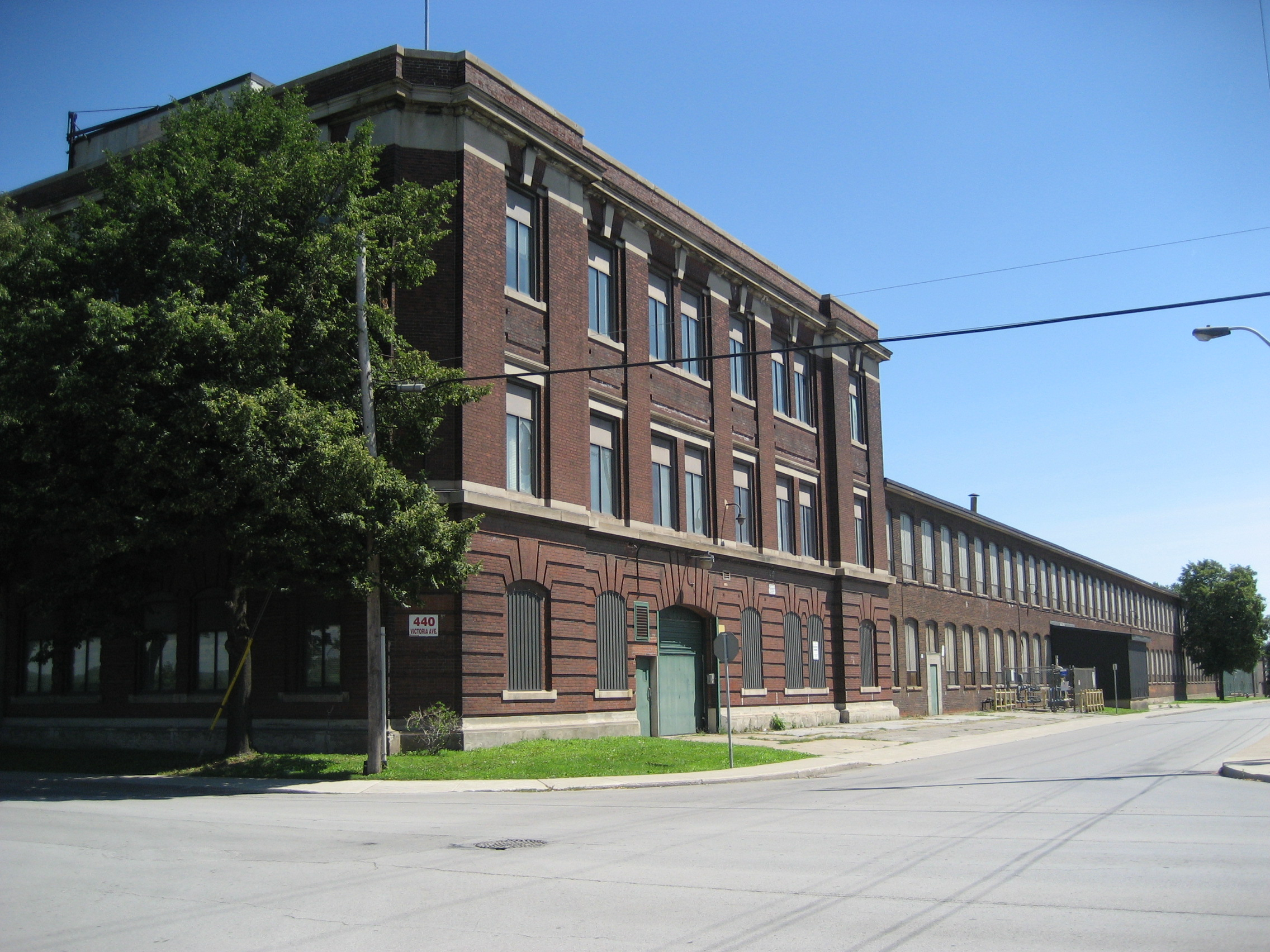
Gli stabilimenti Studebaker ad Hamilton, in Canada

La Studebaker produceva automobili in Canada fino a prima della seconda guerra mondiale, ma il primo vero e proprio insediamento produttivo fu installato ad Hamilton nel 1947, in un ex-stabilimento Otis-Fenson che produceva armi per l'esercito statunitense, costruito nel 1941. Questa locazione fu scelta per la presenza di industrie siderurgiche nella zona. Inoltre il mercato automobilistico canadese era sempre stato remunerativo e la Studebaker stava cercando di limitare le sue disastrose perdite. Il 18 agosto 1948, con 400 lavoratori e una folta schiera di giornalisti, il primo veicolo prodotto dagli impianti canadesi, una Champion blu quattro porte berlina, uscì dalle linee di montaggio di Hamilton.
Dalla sua apertura fino al dicembre del 1963 lo stabilimento di Hamilton produsse automobili come fabbrica satellite, usando motori prodotti negli Stati Uniti. Dopo questa data l'intera produzione Studebaker fu spostata ad Hamilton. I pick-up da mezza tonnellata di massa a pieno carico furono qui assemblati dal 1950 al 1955.
La Studebaker of Canada Ltd., e la sezione canadese della Packard, si fusero nel 1954. La Packard cessò la produzione in Canada nel 1939, conservando però in questa nazione la parte amministrativa e quella di distribuzione. Sebbene le Packard del 1957 e del 1958 erano basate su modelli Studebaker, nessuno di esse fu fabbricato in Canada.
Il 28 ottobre 1962 la Studebaker canadese acquistò i diritti di importare e vendere modelli Mercedes-Benz e DKW in Canada. Come negli Stati Uniti, le Mercedes-Benz non fu venduta da tutti concessionari della Studebaker, ma solamente da quelli che avevano abbastanza risorse per commercializzare in questa classe di prezzo. La Studebaker canadese terminò il suo rapporto con la Mercedes-Benz nel 1965.
Per i modelli del 1963, la Studebaker canadese fece alcuni cambiamenti sulla produzione. A metà anno gli impianti canadesi iniziarono ad assemblare la Lark, versione cabriolet, e la Land Cruiser versione berlina, entrambe importate fino ad allora. La Studebaker Avanti non fu mai costruita in Canada, e lo stabilimento di questo paese non produsse mai le vetture standard prodotte dalla Studebaker nella metà del 1963, poi da vendere anche ai canadesi. Nello stesso anno la Gran Turismo Hawk diventò un modello importato.

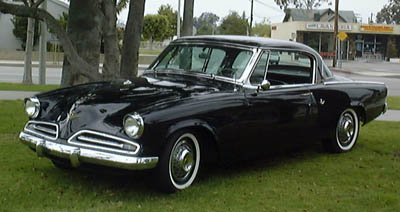
Una Studebaker Commander del 1953, prodotta negli stabilimenti di Hamilton, in Canada

Dopo la chiusura dello stabilimento di South Bend nel tardo dicembre del 1963, la Studebaker spostò tutta la produzione automobilistica a Hamilton, dove la Casa automobilistica riteneva conveniente per fare profitto una produzione di 20.000 esemplari all'anno. A causa delle limitate capacità dell'impianto, fu presa la decisione di focalizzare la fabbricazione sulla Lark, in tutte le sue versioni, sulla Land Cruiser, sulla Commander e sulla Wagonaire. Non furono mai prodotte la Hawk, la Avanti e gli autocarri.
Per il 1964 i motori che erano stati ordinati precedentemente continuarono ad essere fabbricati a South Bend, senza interventi da parte dagli impianti di Hamilton; la Casa passò poi nel 1965 ai V8 small block ed ai 6 cilindri in linea di origine Chevrolet. Questi ultimi propulsori furono prodotti dalla McKinnon Industries, e da una sussidiaria della General Motors, con lo stabilimento vicino a St. Catharines, nell'Ontario.

## Lo status di importatore
Durante questo periodo la Studebaker Canada importò anche delle Volkswagen per il mercato canadese, usando il suo status di azienda produttrice di automobili per introdurre i modelli con tassazione più bassa rispetto agli altri importatori. Era infatti possibile vendere una Volkswagen a 150 dollari.
La Studebaker Canada fece un tentativo per importare dei modelli Datsun per il mercato nordamericano. Fu il secondo veicolo commercializzato dai concessionari Studebaker, che avrebbe dovuto aiutarla ad uscire dalla crisi ed a svecchiare i modelli venduti, e ciò valeva soprattutto per la più grande delle vetture Datsu, la Cedric. Il presidente della Studebaker del Canada, Gordon Grundy, volò in Giappone per incontrare i dirigenti della Nissan, che era la società che controllava la Datsun. La discussione proseguì positivamente fino a quando da South Bend ci fu l'ordine di interrompere il rapporto per focalizzare l'attenzione sulla Toyota. Quest'ultima rifiutò però il contatto, e la Nissan non fu disponibile a riaprire la discussione. La decisione di cambiare interlocutore nel mezzo delle trattative fu suggerita da una proposta di un membro della sede legale, che vide la Toyota come una scelta migliore. Alla fine, la Studebaker non importò nessuna vettura di entrambe le case automobilistiche.

## La fine della produzione
La Studebaker costruì automobili in Canada con il motto “Studebaker: Canada's Own Car!” (“Studebaker: l'automobile del Canada!”). Come già accennato, nel 1964 la produzione di automobili nello stabilimento canadese fu incrementata per la chiusura degli impianti statunitensi, ma la vendita in quest'ultimo mercato ebbe un crollo. Durante il 1965, anche le vendite in Canada iniziarono a calare, segnando l'inizio di un futuro non roseo per la Studebaker. Sebbene nello stesso anno la produzione di 19.435 esemplari centrarono le previsioni di vendita, la realtà era che il trasferimento in Canada della fabbricazione di automobili era un modo per allontanarsi gradualmente dall'ambito automobilistico, piuttosto che essere uno sforzo per rimanerci.
Grundy si rivolse alla dirigenza nei primi mesi del 1966 cercando fondi per effettuare modifiche minori ed altri interventi sui modelli per il 1967, ma come risposta ci fu un diniego: nessuna Studebaker sarebbe stata prodotta per l'anno in questione. L'ultima delle 8.947.196 Studebaker prodotte uscì dagli stabilimenti di Hamilton il 16 marzo 1966, ed era una Cruiser berlina 4 porte con motore V8, ora restaurata e conservata allo Studebaker National Museum a South Bend.
All'epoca lo stabilimento di Hamilton era il decimo per il numero di lavoratori nel Canada.